# Auger-elektronspectroscopie

Tweemaal schetsing van het augereffect. (a) illustreert de twee opeenvolgende stappen in augerdeexcitatie. Een elektron of foton creëert een elektronentekort in de eerste schil. Een elektron uit de tweede schil, die meer energie heeft, vult dit gat op. De energie die hierbij vrijkomt wordt gebruikt om een andere elektron uit te zenden. (b) illustreert hetzelfde gebruikmakend van spectroscopische notatie

Auger-elektronspectroscopie (AES) is een oppervlakteanalyse-techniek waarmee men kan karakteriseren welke elementen lokaal op een vast oppervlak voorkomen. Deze elementen zijn deel van het oppervlak zelf of zijn erop geadsorbeerd. Een praktisch voorbeeld is dat met auger-elektronspectroscopie wordt gecontroleerd of het oppervlak van kristallen verontreinigd is. Het is een spectroscopische karakteriseringsmethode voor metalen en een aantal organische materialen.

## Principe van AES
AES wordt gebruikt om de elementen in een substraat in kaart te brengen, dit wordt materiaalkarakterisering genoemd. In onderzoek wordt AES bijvoorbeeld gebruikt om te controleren of het oppervlak van (poly)kristallijn materiaal verontreinigd is. Hiervoor is AES zeer geschikt, omdat de elektronen die bij het augerproces vrijkomen zeer elementspecifiek zijn en de techniek zeer oppervlaktegevoelig is. Het is mogelijk verontreinigingen tot 1% van de monolaag te meten. Met gebruik van referentiespectra is het mogelijk om een kwantitatieve analyse te maken. Zonder deze is het onder bepaalde omstandigheden ook mogelijk de kwantitatieve oppervlaktesamenstelling te bepalen. In de praktijk bestraalt men het oppervlak met elektronen met een vast energieniveau. De elektronen die vrijkomen in het augerproces worden geanalyseerd met behulp van een "cylindrical mirror analyser" (CMA). Door de spanning in de CMA te variëren kan men het oppervlak rasteren naar de verschillende kinetische energieën van de auger-elektronen. Over deze spanning in de CMA wordt een wisselspanning aangelegd. Zo ontstaat een gedifferentieerd signaal. Dit signaal wordt gebruikt voor het interpreteren van AES-spectra. Dit proces moet in hoogvacuüm plaatsvinden.

## Theorie AES
Door een elektronenkanon worden primaire elektronen met een vast energieniveau op het oppervlak van een kristal geschoten, meestal rond de 2 keV. De elektronen ioniseren atomen tot diep in het substraat; met deze energie worden voornamelijk elektronen uit de K-, L- of M-schil weggeslagen.
Er bestaan dan twee mogelijkheden voor het aangeslagen atoom:
- een elektron uit een hoger gelegen schil valt in de ontstane vrije plaats en het energieverschil komt vrij als straling.
- Augereffect: een elektron uit een hoger gelegen energieniveau valt in het vrije elektronengat, maar in dit geval wordt de vrijgekomen energie overgedragen aan een elektron dat het atoom verlaat met enige kinetische energie, het auger-elektron.

Elk element bezit specifieke energieovergangen. Zo kan men onderscheid maken tussen de verschillende elementen. De kinetische energie van deze auger-elektronen ligt tussen de 25 en 1000 eV. Waarom nu is deze techniek zo oppervlaktegevoelig? Dit komt doordat de vrije weglengte van ongebonden kinetische elektronen in een rooster afhankelijk is van hun kinetische energie. De vrije weglengte van elektronen in de vaste stof is een functie van de energie van de elektronen. Het rooster van een kristal stopt in feite alle elektronen die uit meer dan drie lagen diep komen. Alleen elektronen tussen 25 en 300 eV kunnen uit de paar bovenste lagen van het substraat komen. De relatieve bijdrage in het signaal van de bovenste paar lagen aan het totaal aantal elektronen is daarom zeer groot. Dit verklaart de oppervlaktegevoeligheid van de AES-analyse als men de energie rastert tussen 25 en 300 eV. Men kan het opgenomen AES-spectrum analyseren met behulp van het Handbook of Auger Electron Spectroscopy en aan de pieken specifieke elementen toekennen.